# Mansión Wayne
La Mansión Wayne (anteriormente en Latinoamérica Mansión Díaz) es una mansión ficticia estadounidense que aparece en los cómics estadounidenses publicados por DC Comics. Es la residencia personal de Bruce Wayne, que también es el superhéroe Batman.
La residencia está representada como una gran mansión en las afueras de Gotham City y es mantenida por el mayordomo de la familia Wayne, Alfred Pennyworth. Mientras que las primeras historias mostraban a Bruce Wayne comprando la casa por sí mismo, a más tardar en la década de 1950, la continuidad retroactiva estableció que la mansión había pertenecido a la familia Wayne durante varias generaciones. Además de servir como residencia personal, la mansión se encuentra sobre la Batcave, que Batman usa como su sede secreta. La gran mayoría de las referencias de DC Comics ubican a la Mansión Wayne a las afueras de Gotham City en el estado de Nueva Jersey.
La mansión actúa como base de operaciones y representación de la antigua vida rica de Bruce, a pesar de que coincide con la arquitectura gótica presente en Gotham. Para las películas de acción en vivo, las casas de campo inglesas en Nottinghamshire, Hertfordshire y Buckinghamshire, así como Stevenson Taylor Hall en Nueva York, se han usado para representar la Mansión Wayne. 
La Mansión Wayne aparece en la serie de televisión Batman de la década de 1960 y en las películas de Batman (1989), Batman Returns (1992), Batman Forever (1995), Batman y Robin (1997), en la Trilogía The Dark Knight (2005–2012), en el Universo extendido de DC (2016 - 2023) y The Batman (2022).

## Representación

### Terrenos de la Mansión
La Mansión Wayne se representa en cómics anteriores como si estuviera en las afueras de Gotham City en el estado de Nueva Jersey. Las representaciones de los cómics colocan la mansión a poca distancia en automóvil de Gotham City, lo suficientemente cerca como para que la Bati-señal se pueda ver desde la Mansión Wayne alertando a Batman de la angustia en la ciudad.
Los terrenos de la Mansión Wayne incluyen una puerta circundante alrededor del perímetro con una puerta principal más grande en la entrada principal. El cuartel general subterráneo de Batman, la Baticueva, se encuentra debajo de la mansión.
Los terrenos también incluyen una gran colina que fue parcialmente ahuecada para los vehículos aéreos de Batman, siendo la Baticueva la más prominente, y también hay un sistema de río subterráneo que es lo suficientemente grande como para acomodar el espacio de atraque para el Batboat y tiene una gran abertura para dicho vehículo.

#### Batman: El regreso de Bruce Wayne
En Batman: The Return of Bruce Wayne se revela que la Mansión Wayne fue diseñado por Nathan Van Derm para Darius Wayne, formando una "W" estilizada, aunque los jardines adicionales que existían en el momento en que se construyó la mansión se suman a este símbolo para crear la imagen de un murciélago.

#### Tras los acontecimientos de Cataclysm
Durante los eventos de Batman: Cataclysm, un terremoto masivo golpeó Gotham City, cuyo epicentro estaba a menos de una milla de la Mansión Wayne. La Mansión resultó gravemente dañada, al igual que la red de cuevas debajo. El suelo debajo de la mansión se movió significativamente y, de hecho, reveló la Baticueva debajo, aunque la Batifamilia pudo reubicar todo el equipo de Batman antes de que llegara el rescate oficial a la mansión para que nadie supiera los secretos de Bruce Wayne. La mansión original sufrió daños irreparables, lo que obligó a Bruce Wayne a rediseñar la mansión junto con la Baticueva. La nueva Mansión es una verdadera fortaleza, un pastiche de arquitectura gótica combinada con elementos de arquitectura almenada. Los paneles solares están instalados en la nueva mansión, proporcionando una generación de electricidad sostenible y respetuosa con el medio ambiente para el complejo. También incluye un helipuerto para helicópteros comerciales.

#### Batman Eternal/Mansión Arkham
Durante Batman Eternal, las maquinaciones de Hush dan como resultado la ruina de Empresas Wayne y la bancarrota de Bruce Wayne después de que el villano detona varios escondites de armas que Batman había escondido en Gotham. Como parte de esta bancarrota, la Mansión Wayne es embargado por la ciudad y convertido en el nuevo Arkham Asylum luego de la destrucción del original, pero Bruce decide aceptar este nuevo statu quo, razonando que al menos puede hacer seguro de que sus enemigos permanecen contenidos en la nueva mansión dado su conocimiento íntimo de sus entradas y salidas.
Los abogados de Bruce finalmente reclaman la mansión, pero se deja vacía temporalmente debido a la muerte de Bruce y la resurrección amnésica, ya que Alfred quería darle a Bruce la oportunidad de tener una vida sin Batman. Sin embargo, Bruce regresa a la mansión cuando se da cuenta de quién solía ser.

### Acceso a la Batcueva
Los terrenos de la mansión incluyen un extenso sistema de cuevas subterráneas que Bruce Wayne descubrió cuando era niño y posteriormente utilizó como su base de operaciones, la Batcueva. El método utilizado para acceder a ella ha variado a través de las diferentes historias de los cómics, películas y shows. En los cómics, normalmente es accesible desde una puerta secreta en el estudio de la Mansión Wayne, detrás de un reloj de pared que no funciona, que da a una escalera descendente cuando las manecillas del reloj se cambian para que den las 10:50 p. m.[cita requerida], la hora en la que Thomas y Martha Wayne fueron asesinados.
Se puede acceder a la Baticueva desde el exterior de la mansión a través de una entrada oculta en los terrenos de la finca. Esta entrada conduce directamente a la Baticueva y se ha representado en diferentes formas, incluida una cascada, un estanque, un holograma y una puerta camuflada.

### Ático de la Fundación Wayne
Si bien estos terrenos son el hogar habitual de Bruce Wayne, él los abandonó temporalmente en las historias desde finales de la década de 1960 hasta principios de la de 1980, prefiriendo vivir en un ático en la parte superior del edificio de la Fundación Wayne en la ciudad, que también incluía un sub-sótano secreto actuando como una Baticueva.
Wayne tomó esta decisión cuando Dick Grayson se fue a la universidad, lo que lo llevó a decidir que la mansión ahora no era práctica con solo un residente y un sirviente. Además, Wayne decidió que quería estar más cerca de su principal campo de operaciones en Gotham City de lo que le permitiría una casa situada fuera del área urbana principal. Sin embargo, a principios de la década de 1980, Wayne llegó a reconsiderar ese propósito y decidió que ser menos accesible al público era más ventajoso para sus actividades de Batman y regresó a la Mansión Wayne.

## Otras versiones

### Batman Vampiro
En Batman & Drácula: lluvia roja, la Mansión Wayne es destruida como parte de un plan para destruir a la familia vampiro de Drácula, las bombas exponen el interior de la Batcueva a la luz solar después de que Batman atrajo a los vampiros a la cueva. Aunque la mansión se derrumba en el sistema de cavernas después de que una segunda serie de bombas se instalan, ocultando así el secreto de Bruce Wayne, Batman y Alfred se trasladan a una casa de piedra rojiza en el centro de la ciudad, Batman reside en un mausoleo en el sótano mientras Alfred prepara su equipo en la casa principal. Aunque Alfred y Gordon le clavan una estaca a Batman en la conclusión de Batman: Tormenta de Sangre después que sucumbe a sus instintos vampiros y se bebe al Joker, es devuelto a la vida después de que Alfred saca la estaca, posteriormente trasladándose a las catacumbas debajo de los restos de la Mansión Wayne. Los restos de la mansión son finalmente destruidos para siempre cuando Gordon, Alfred, Dos Caras, Cocodrilo Asesino, y la banda de Dos Caras plantan bombas en el techo de la cueva, exponiendo el interior a la luz del sol y terminando el reinado de terror de Batman de una vez por todas.

### La llegada del Reino
En La llegada del Reino, la Mansión fue destruida por Dos Caras y Bane después de que la verdadera identidad de Batman fue expuesta; la Batcueva, sin embargo, se mantuvo relativamente intacta. Al final de la novela gráfica, la Mansión ha sido reconstruida como un hospital / hospicio para las víctimas de batalla de Gulag.

## Otras representaciones de los medios

### Televisión

#### Acción en vivo

##### Batman(serie de televisión)
En la series de acción en vivo de 1960, los exteriores se rodaron en el 380 S. San Rafael Drive en Pasadena, California. Los interiores se rodaron en platós diferentes. El acceso a la Batcueva: el paso primario se encuentra en el estudio de Bruce Wayne detrás de una estantería que se retraía en la pared. La estantería era activada mediante un interruptor oculto en un busto de William Shakespeare. La estantería desaparecería para revelar dos caños marcados que descendían a la Batcueva. Por razones no reveladas, los polos permitieron a Batman y Robin ir inexplicablemente de su atuendo civil a sus trajes (aunque la película basada en la serie de televisión muestra un interruptor que hace eso). Los interiores y exteriores de la Mansión Wayne también se utilizaron en la serie original Misión: Imposible episodios "Caridad" y "Los Visitantes".

##### Gotham(serie de televisión)
En la serie Gotham son usados los exteriores del Instituto Webb en Glen Cove, Nueva York se utilizó para las tomas exteriores de la Mansión Wayne, curiosamente usadas para las películas Batman Forever y Batman & Robin.  Un pasadizo secreto detrás de la chimenea conducía a la Baticueva. Durante el evento No Man's Land en la quinta temporada, Bruce Wayne y Alfred no pueden regresar a la Mansión Wayne después de que Jeremiah Valeska destruyera los puentes que conectan Gotham City con el resto del continente. La Mansión Wayne finalmente es invadida por Jeremiah y completamente destruida por una serie de explosivos en el episodio "Ace Chemicals". En el final de la serie "The Beginning...", que tiene lugar diez años en el futuro, se menciona que la Mansión Wayne está completamente reconstruida.

##### Pennyworth
Stevenson Taylor Hall vuelve a interpretar su papel de la Mansión Wayne en la tercera temporada de la serie de televisión Pennyworth, una precuela de Gotham.

##### Titanes
Casa Loma, una mansión de estilo neogótico en el centro de Toronto, Ontario, fue utilizada como sustituto de la Mansión Wayne en la serie de televisión Titanes. El exterior de la mansión es el más destacado.

#### Animación

##### Universo Animado de DC
En Batman: la serie animada, una dirección es dada para la Mansión Wayne en el episodio "La Búsqueda del Demonio" indicando que se encuentra al 1007 de Mountain Drive, Gotham. El diseño de la mansión fue similar a las versiones anteriores, pero incluye muchos más aspectos de art déco, por dentro y por fuera. Esta versión de la mansión fue construida sobre un acantilado con vistas al océano. La forma única del techo de la sección principal se parecía vagamente a las "orejas" del símbolo de Batman. La Liga de la Justicia también visitó la mansión durante la invasión thanagariana para planear su próximo ataque después de escapar de su cautiverio.

##### The Batman
En The Batman, la Mansión Wayne es descrita como un edificio mucho más alto, de 7 pisos. La entrada inicial estaba oculta detrás de una máquina de videojuegos, pero después de las últimas temporadas la entrada fue reemplazada por el reloj de pared tradicional y un batpolo.

##### El intrépido Batman
En El intrépido Batman, la Mansión Wayne puede verse brevemente en el episodio, "El Color de la Venganza", donde Batman y Robin usan el polo para acceder a la Batcueva.

##### DC Super Hero Girls
Mansión Wayne Este es la mansión donde reside Bruce Wayne en el episodio "#Tween Titans" de la serie DC Super Hero Girls. La mansión es el escenario del programa de televisión dentro del programa Make It Wayne. Alfred le da la bienvenida a Jess y Karen a la "Mansión Wayne Este" cuando llegan para su trabajo de niñera.

##### Scooby-Doo and Guess Who?
La Mansión Wayne aparece en la serie animada Scooby-Doo and Guess Who?, episodio "¡Qué noche, para el caballero oscuro!".

##### Batman: bajo la Capucha Roja
La Mansión Wayne es vista brevemente cuando Bruce excava la tumba de Jason, que se encuentra en el patio trasero.

### Películas de acción en vivo

#### Películas de Tim Burton

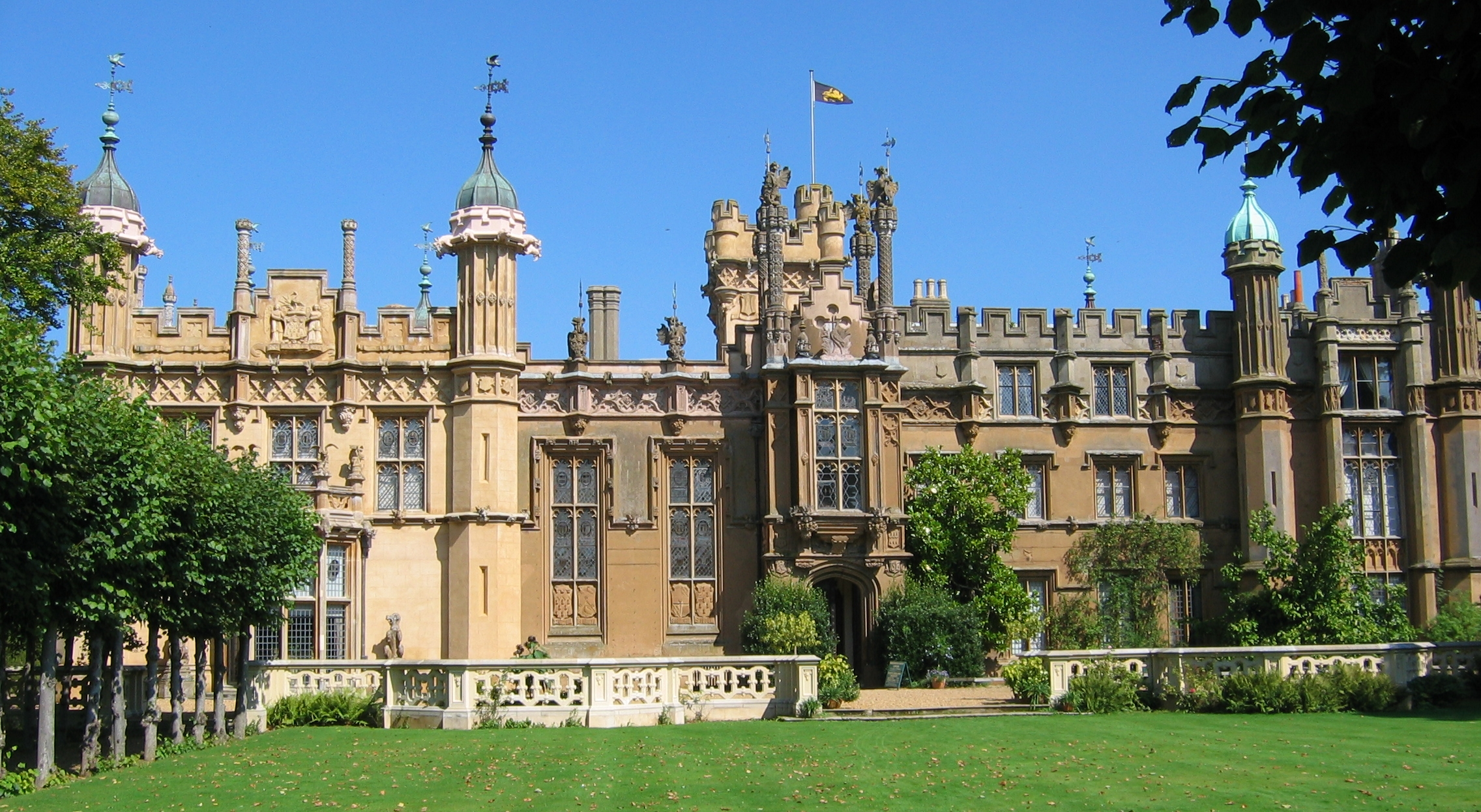
Knebworth House se utilizó para el exterior de la película de 1989 de Batman

En Batman, la Knebworth House, una mansión de Tudor gótico 28 millas (45,1 km) al norte de Londres fue utilizado para el exterior. El interior, sin embargo, es la Hatfield House, Hertfordshire. La sala de juego de la película utiliza la larga galería y el hall de mármol fue utilizado para el 'arsenal' de Wayne con el espejo de dos vías. En Batman Returns (1992), un modelo a escala original fue utilizado para los exteriores de la Mansión Wayne. En la secuela, el pasillo a la Batcueva es descubierto activando las luces de un ornamento en un acuario cercano y cayendo a través de un falso suelo en una doncella de hierro, aunque Alfred hace el chiste de que "irá por las escaleras.".

#### Películas de Joel Schumacher

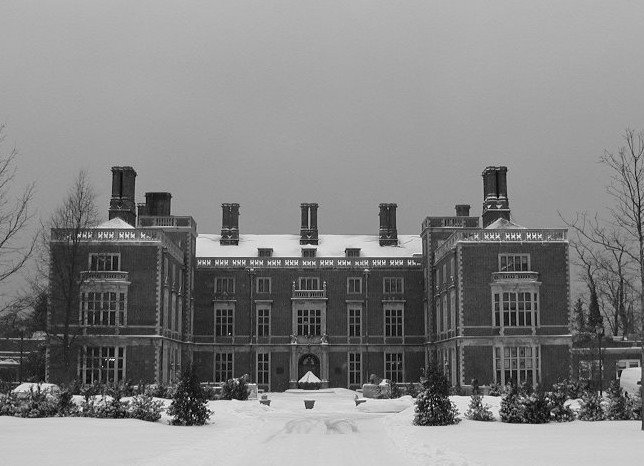
Stevenson Taylor Hall, Instituto Webb, Glen Cove fue usada como la Mansión Wayne en Batman Forever y Batman y Robin, y en la serie Gotham

En Batman Forever (1995) y Batman & Robin (1997), el Instituto Webb en Glen Cove, Nueva York se utilizó para las tomas exteriores de la Mansión Wayne. En Batman Forever, Dick Grayson descubre una entrada a la Batcueva oculta detrás de un armario de persiana de platería.

#### Películas de Christopher Nolan

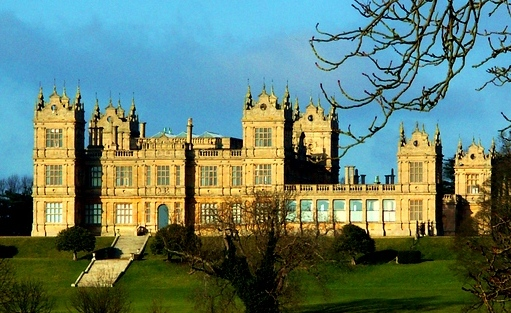
Torres Mentmore fue utilizado para las tomas exteriores en Batman Begins de Nolan.

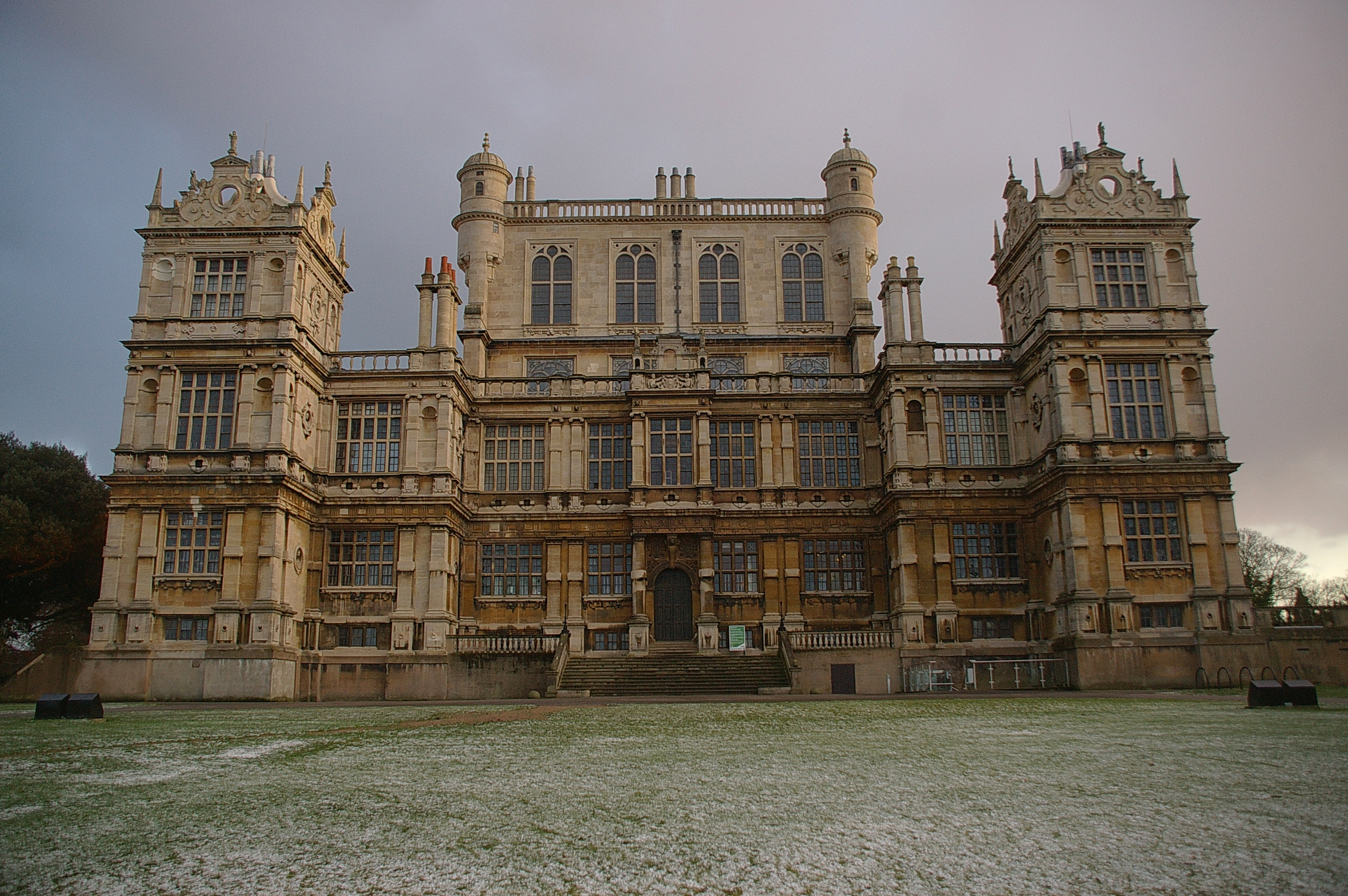
Wollaton Hall fue usado para la Mansión Wayne en The Dark Knight Rises.

En la más reciente Batman Begins (2005), la antigua finca Rothschild, las Torres Mentmore en Buckinghamshire, se utilizó para representar el exterior y el interior de la Mansión Wayne. En Batman Begins, la parte principal de la mansión es destruida por un incendio causado por Ra's al Ghul, sin embargo, su cimientos quedan intactos y los esfuerzos de reconstrucción son puestos en marcha cuando la película termina, con Alfred sugiriendo a Bruce que haga mejoras en la esquina sureste de la mansión (donde se encuentra la Batcueva). El pasaje secreto es un hueco de ascensor construido originalmente como parte del ferrocarril subterráneo, al que se accede al tocar tres notas en un piano cercano.
En The Dark Knight (2008), la Mansión Wayne todavía está siendo reconstruida y nunca se ve, a pesar de que es mencionada brevemente como estando cerca de los límites exteriores de la ciudad en un vecindario llamado los Palisades. Bruce Wayne se traslada a un ático de dos pisos de un hotel que compró, y su equipo está situado en una zona diferente: un búnker secreto debajo de un contenedor de carga en una zona de construcción propiedad de las Empresas Wayne. El ático tiene una entrada secreta a un lugar dentro del hotel donde Wayne esconde su equipo como Batman. Según la campaña viral, tiene techos de 25 000 ft² (2322,58 m²)., con 40 pies (12,2 m)., dos balcones enormes, helipuerto para su helicóptero privado y vista de 360 grados de toda la ciudad. La cuota de mantenimiento mensual es de alrededor de $ 31.000.
La reconstruida Mansión Wayne ha aparecido en The Dark Knight Rises (2012) que tiene lugar ocho años después de los acontecimientos de The Dark Knight, y Wollaton Hall (cuyas Torres Mentmore son una réplica suya) en Nottingham como el exterior y el interior de la Mansión Wayne. Al final de la película, después de que Bruce retira su papel como Batman después de cumplir sus votos para convertir Gotham City en una ciudad de orden, hace que sus asociados conviertan la mansión en un orfanato, y la llamó por los nombres de sus padres.

#### DC Extended Universe
La Mansión Wayne aparece en Batman v Superman: Dawn of Justice (2016). Ha sido abandonada por algún tiempo, después de que un gran incendio destruyera la mayor parte de la casa, con Bruce y Alfred que ahora residen dentro de "Glasshouse", una pequeña mansión moderna a orillas de un lago, similar a la Casa Farnsworth. La antigua mansión en ruinas; en realidad, siendo una representación digital del mundo real, las ruinas de Sutton Scarsdale Hall, ubicadas en Derbyshire, Inglaterra. Bruce visita la bóveda de entierro de su familia en los terrenos de la mansión y visita brevemente las ruinas de la Mansión Wayne antes de su batalla con Superman. 
En Liga de la Justicia (2017) y su corto director, tras la derrota de Steppenwolf y su ejército de Parademons con la ayuda de Superman al ser revivido, Bruce y Alfred vuelven a visitar la mansión, acompañados por Diana, con Bruce discutiendo planes con ellos sobre la reconstrucción de la Mansión para servir como la sede del nuevo equipo, y sugiriendo que el salón principal de la Mansión podría tener una mesa redonda de seis sillas. Diana agrega que la mesa debe tener espacio para más asientos en el futuro, con lo que Bruce está de acuerdo. El interior de la mansión probablemente se filmó en Southill Estate en Bedfordshire La casa Knebworth se utilizará nuevamente para la próxima película The Flash.
En la próxima película The Flash (2023), Burghley House en Peterborough se utilizó como exterior para la Mansión Wayne.

#### Joker
En la película Joker de 2019, el Instituto Webb en Glen Cove, Nueva York se utilizó una vez más para tomas exteriores de la Mansión Wayne, siguiendo las películas de Joel Schumacher y la serie de televisión Gotham de 2014.

#### The Batman
Se reveló en The Batman que los Wayne se mudaron a Wayne Tower y Wayne Manor se convirtió en un orfanato donde Riddler creció.

### Videojuegos

#### Injustice: Dioses entre nosotros
En Injustice: Dioses entre nosotros, la Mansión Wayne se ve en un universo paralelo donde Superman gobierna el mundo. Debido a que la Insugerencia de Batman se opuso a él, Superman expuso su identidad y acordonó la mansión. Batman, acompañado por Green Arrow, Wonder Woman, Green Lantern y Aquaman de otro universo, se infiltran en la Mansión Wayne para acceder a la Batcueva y recuperar un arma de kryptonita para usar contra Superman.

#### Batman: Arkham
En Batman: Arkham City presenta varios mapas de desafíos ambientados en la Mansión Wayne, incluido su salón principal y su armería. El interior de la Mansión Wayne aparece en el DLC de Batman: Arkham Origins, Cold, Cold Heart. La fiesta de Año Nuevo de Bruce Wayne es interrumpida por el Sr. Frío y la pandilla de Pingüino, en busca de Ferris Boyle. La Mansión Wayne aparece brevemente en Batman: Arkham Knight. Es visible fuera de los límites del juego. Después de que El Espantapájaros expone la identidad de Batman al mundo, una multitud de reporteros se reúne frente a las puertas de la propiedad. El Caballero Oscuro luego regresa a la mansión para promulgar el Protocolo Knightfall. Poco después de que Alfred lo saluda y entra, la Mansión Wayne es destruida por una serie de explosiones, dando al mundo la impresión de que Batman ha muerto.

### Música
La letra de la canción "She Looks Like Fun" del álbum Tranquility Base Hotel and Casino de Arctic Monkeys menciona a la Mansión Wayne.

## Parodias y referencias
- En la novela gráfica de Batman Run, Riddler, Run, el líder de un escuadrón de comando era un entusiasta del jazz. El grupo abre la puerta de su habitación preparada utilizando un interruptor oculto en un busto de Charlie Parker.